# Am Thie (Bochum)

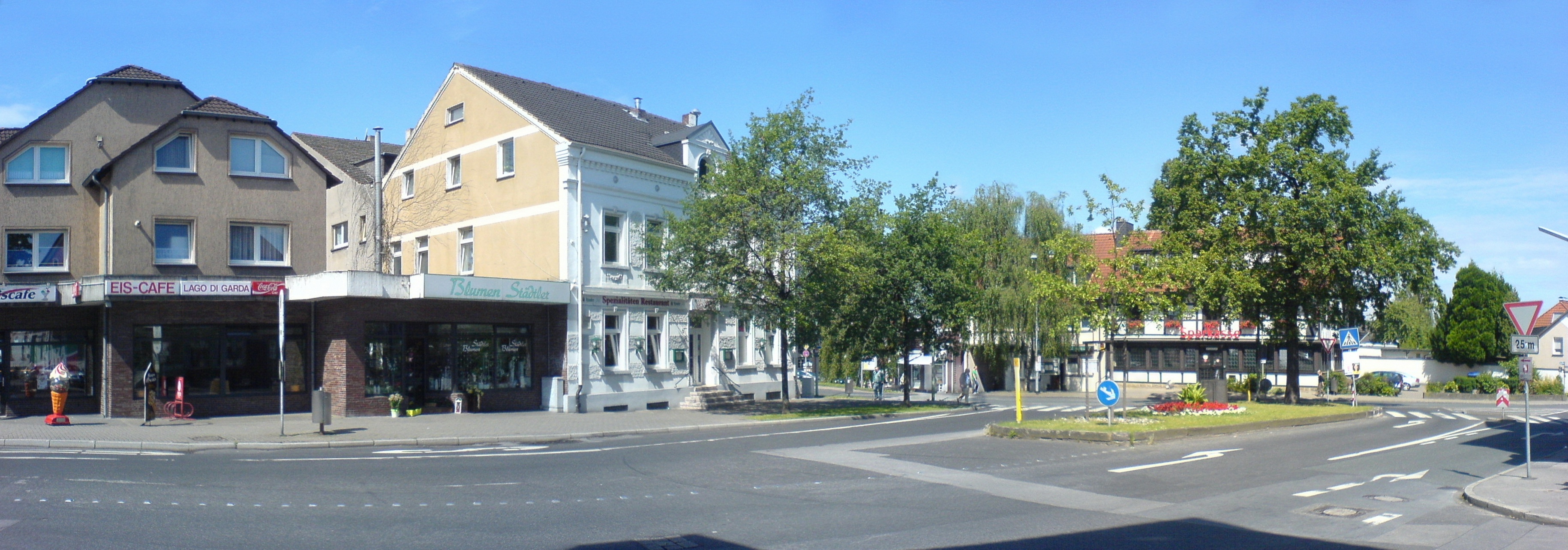
Am Thie, 2008

Am Thie ist eine Straße, die den Mittelpunkt des Stadtteils Eppendorf im Stadtbezirk Wattenscheid von Bochum bildet. Die Ruhrstraße mündet hier in die Straße Im Kattenhagen und Schützenstraße. Auf der Verkehrsinsel befindet sich eine Eiche.
Die Straße Am Thie wurde nach dem Thie in Eppendorf benannt, das früher eine von drei Hinrichtungsstätten des Amtes Bochum (Galberg) besaß. Zu den prägnanten Gebäuden und Geschäften der Straße Am Thie zählt eine Filiale der Sparkasse Bochum (Am Thie 23); früher befand sich darin die Gaststätte Dorfkrug. Das Gebäude wurde im Fachwerkstil renoviert. Die Gaststätte Doros Kotten (Am Thie 8) befindet sich in einem denkmalgeschützten Kötterhaus in Vier-Ständer-Bauweise aus dem Jahre 1672, nach seinen Erbauern auch Kotten Bodde genannt. Ein zweigeschossiges Fachwerkhaus mit Satteldach (Am Thie 9) vom Baujahr 1853 ist ebenfalls denkmalgeschützt. Die Gastwirtschaft Haus Bußmann (Am Thie 3) beherbergte später ein chinesisches Restaurant, aktuell ein italienisches Restaurant. Von 1913 bis 1973 fuhr hier eine Straßenbahn von Bochum über Eppendorf die Ruhrstraße entlang bis nach Oberdahlhausen. Die beiden Ehrenmale der Kriege 1864 (Deutscher Krieg) und 1870/71 (Deutsch-Französischer Krieg) stehen heute am Eingang zum Eppendorfer Friedhof an der Holzstraße.
Ab dem 16. März 2015 wurde ein Kreisverkehr geschaffen, die Umbauarbeiten dauerten bis 2018. 2018 wurde die Verkehrsinsel mit einer Aufpflasterung mit Metallköpfen umgeben, um die Verkehrsführung zu verbessern. Auf der Insel befand sich eine Stahlskulptur „Stahlwerk“ des Künstlers Abraham David Christian, die nach dem Umbau nicht wieder aufgestellt wurde.